# John Dardess
John Wolfe Dardess (* 17. ledna 1937 Chatham, New York – 31. března 2020 Kansas) byl americký sinolog, specialista na mingské období (14. až 17. století).
Čínsky se naučil v americké armádě, kterou byl vyslán na Tchaj-wan. V roce 1968 získal doktorát na Kolumbijské univerzitě, v letech 1966–2002 předníšel na kansaské univerzitě, od roku 1995 byl ředitelem Centra pro východoasijská studia.
Jeden z nekrologů shrnul jeho odkaz slovy „nespočíval v žádném konkrétním výkladu, ale v chuti hloubat nad písemnými prameny, v odvaze klást nové podnětné otázky a v historické představivosti, s níž uvažoval o společném lidství, které spojovalo autory, jež četl a jejich společnost s naší vlastní dobou“. Upozornil na sebe poukazováním na kontinuitu v čínských dějinách a vyvozováním paralel mezi současnou a mingskou politikou.

## Dílo
- Conquerors and Confucians: Aspects of Political Change in Late Yuan China. New York: Columbia University Press, 1973. 245 s. (Studies in Oriental Culture ; Nr. 9).
- Confucianism and Autocracy: Professional Elites in the Founding of the Ming Dynasty. Berkeley, California: University of California Press, 1983. 358 s. Dostupné online. ISBN 0-520-04659-5.
- A Ming Society: T'ai-ho County, Kiangsi, in the Fourteenth to Seventeenth Centuries. Berkeley, California: University of California Press, 1996. 316 s. Dostupné online. ISBN 0-520-20425-5.
- Blood and History in China. The Donglin Faction and Its Repression, 1620-1627. Honolulu: University of Hawai'i Press, 2002. 218 s. ISBN 0-8248-2516-0.
- Governing China, 150-1850. Indianopolis, Indiana: Hackett Publishing Co., 2010. 111 s. ISBN 978-1-60384-311-9.
- Ming China 1368–1644: A Concise History of a Resilient Empire. Lanham, Maryland: Rowman & Littlefield, 2012. xv, 155 s. (Critical issues in history. World and international history). Dostupné online. ISBN 978-1-4422-0491-1 (pbk.), ISBN 978-1-4422-0492-8 (electronic).
- A Political Life in Ming China: A Grand Secretary and His Times. Lanham, Maryland: Rowman & Littlefield, 2013. 220 s. ISBN 9781442223783.
- Four Seasons: A Ming Emperor and His Grand Secretaries in Sixteenth-century China. Lanham, Maryland: Rowman & Littlefield, 2016. 294 s. ISBN 1442265604.
- More Than the Great Wall: The Northern Frontier and Ming National Security, 1368–1644. Lanham, Maryland: Rowman & Littlefield, 2020. x, 561 s. ISBN 978-1-5381-3510-5.